# Regiunea Faranah

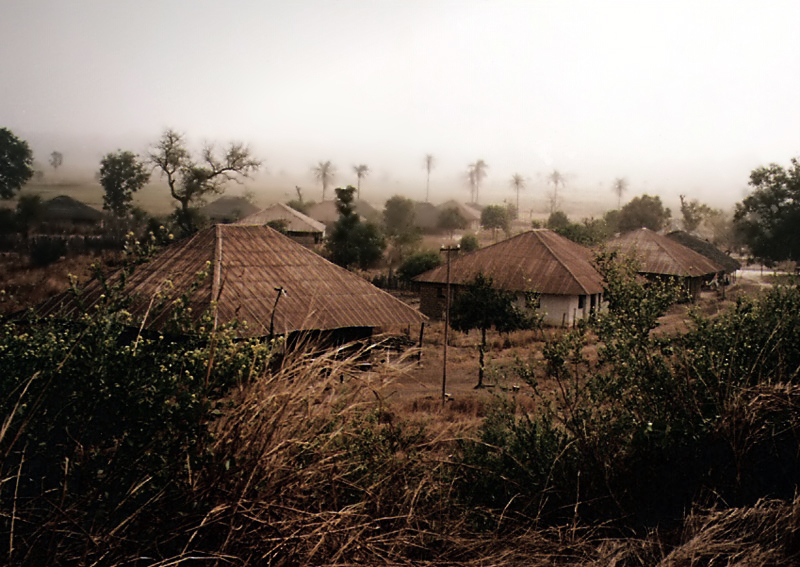

Regiunea Faranah este una dintre cele 8 unități administrativ-teritoriale de gradul I ale Guineei. Reședința sa este orașul Faramah. Are în componență 4 prefecturi: Dabola, Dinguiraye, Faranah și Kissidougou.